# ア・グディーニャ

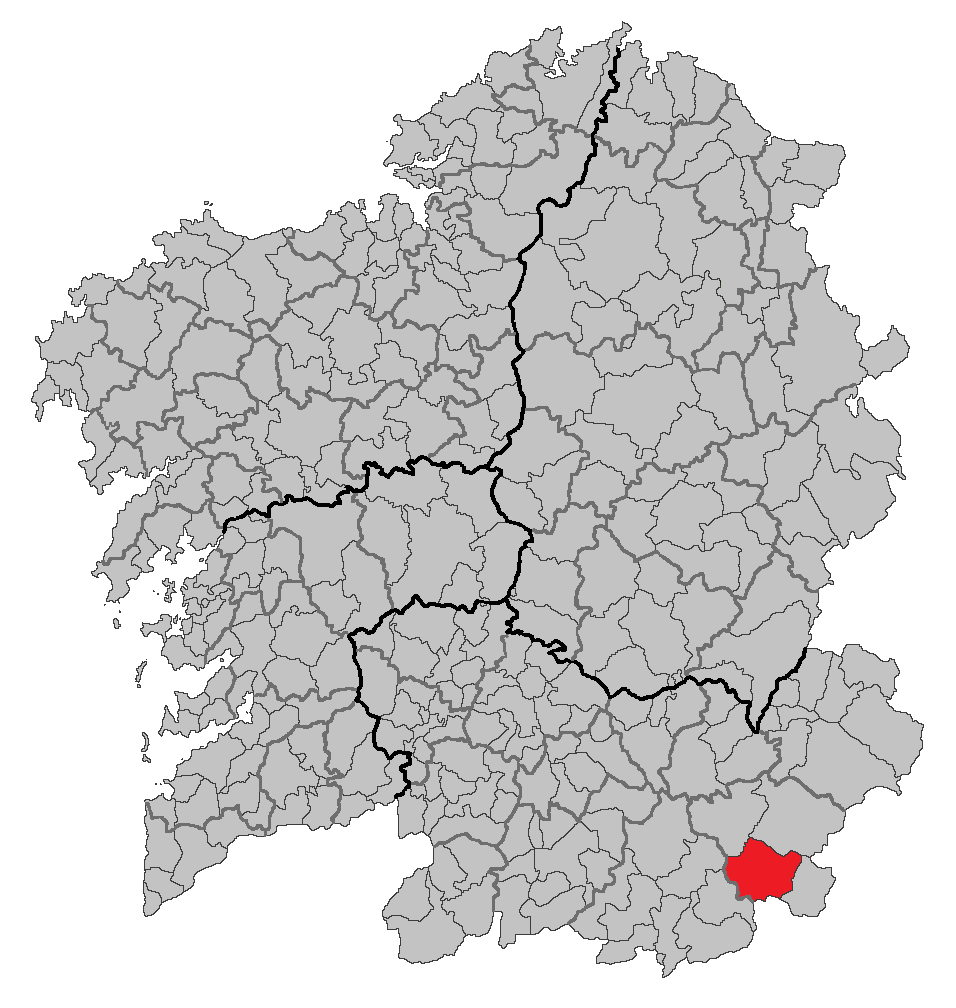
ガリシア州内の位置

ア・グディーニャ（A Gudiña）はスペイン、ガリシア州、オウレンセ県の自治体で、コマルカ・デ・ビアナに属する。ガリシア統計局によると、2013年の人口は1,508人（2011年：1,554人、2009年：1,584人、2004年：1,625人、2003年：1,651人）。カスティーリャ語表記はLa Gudiña（ラ・グディーニャ）。
ガリシア語話者の自治体住民に占める割合は98.60％（2001年）。

## 地理
ア・グディーニャはオウレンセ県の南東部に位置し、コマルカ・デ・ビアナに属する。北はビラリーニョ・デ・コンソ、ビアナ・ド・ボーロ、東はア・メスキータ、西はカストレーロ・ド・バル、西から南にかけてはリオスの各自治体と接し、そして南はポルトガルとの国境を形成している。
ア・グディーニャはベリン司法管轄区に属し、同管轄区の中心自治体である。

### 人口
住民は8の教区の16の地区（集落）に居住する。
| ア・グディーニャの人口推移 1900－2010                   |
|                                                         |
| 出典:INE（スペイン国立統計局）1900年 - 1991年、1996年 - |

## 政治
自治体首長はガリシア国民党（PPdeG）のギジェルモ・ラゴ・ペレス（Guillermo Lago Pérez）、自治体評議員はガリシア国民党：5、ガリシア社会党（PSdeG-PSOE）：3、ガリシア民族主義ブロック（BNG）：1となっている（2011年5月22日の自治体選挙結果、得票順）。
| 1999年6月13日自治体選挙 |        |        |          |
| 政党                    | 得票数 | 得票率 | 獲得議席 |
| PPdeG                   | 756    | 57.75% | 6        |
| BNG                     | 360    | 27.50% | 2        |
| PSdeG-PSOE              | 184    | 14.06% | 1        |

| 2003年5月25日自治体選挙 |        |        |          |
| 政党                    | 得票数 | 得票率 | 獲得議席 |
| PPdeG                   | 634    | 49.73% | 5        |
| PSdeG-PSOE              | 329    | 25.80% | 3        |
| BNG                     | 217    | 17.02% | 1        |
| AIG                     | 92     | 7.22%  | 0        |

| 2007年5月27日自治体選挙 |        |        |          |
| 政党                    | 得票数 | 得票率 | 獲得議席 |
| PPdeG                   | 608    | 51.79% | 5        |
| PSdeG-PSOE              | 304    | 25.89% | 2        |
| BNG                     | 253    | 21.55% | 2        |

| 2011年5月22日自治体選挙 |        |        |          |
| 政党                    | 得票数 | 得票率 | 獲得議席 |
| PPdeG                   | 627    | 55.15% | 5        |
| PSdeG-PSOE              | 319    | 28.06% | 3        |
| BNG                     | 179    | 15.74% | 1        |

## 教区
ア・グディーニャは8の教区に分けられる。
- バルシャ（サン・ショアン）
- オ・カニーソ（サンタ・マリーア）
- カラセード・ダ・セーラ（サンティアーゴ）
- ア・グディーニャ（サン・マルティーニョ・エ・サン・ペドロ）
- パラーダ・ダ・セーラ（サン・ルーカス）
- ペンテス（サン・マメーデ）
- サン・ロウレンソ・デ・ペンテス（サン・ロウレンソ）
- オ・タメイロン（サンタ・マリーア）